# Strada statale 312 Castrense
La strada statale 312 Castrense - oggi strada regionale 146 Castrense - , era una strada statale italiana che collegava la costa maremmana laziale con il lago di Bolsena.

## Percorso
La strada ha inizio distaccandosi dalla strada statale 1 Via Aurelia all'altezza di Montalto di Castro. Il primissimo tratto è in realtà costituito dal vecchio tracciato della stessa Aurelia prima della costruzione del nuovo tracciato veloce esterno al centro abitato. L'andamento del tracciato è quasi totalmente lungo la direttrice sud-ovest/nord-est, attraversando la Maremma laziale e l'alta Tuscia viterbese toccando i centri abitati di Canino e Valentano, prima di giungere a Latera dove si innesta sulla ex strada statale 74 Maremmana alle porte del centro abitato.
In seguito al decreto legislativo n. 112 del 1998, dal 1º febbraio 2002 la gestione è passata dall'ANAS alla Regione Lazio, che ha ulteriormente devoluto le competenze alla Provincia di Viterbo; dal 5 marzo 2007 la società Astral ha acquisito la titolarità di concessionario di tale arteria.